# 布埃勒
布埃勒（法語：Bouelles，法語發音：[bwɛl]）是法国滨海塞纳省的一个市镇，属于迪耶普区。

## 地理
布埃勒（49°42'49"N, 1°29'44"E）面积7.99 平方千米，位于法国诺曼底大区滨海塞纳省，该省份为法国北部沿海省份，其西部及北部濒大西洋英吉利海峡，东起顺时针与索姆省、瓦兹省、厄尔省和卡爾瓦多斯省接壤。
与布埃勒接壤的市镇（或旧市镇、城区）包括：内勒-奥当、讷维尔费里耶尔、圣赛尔。

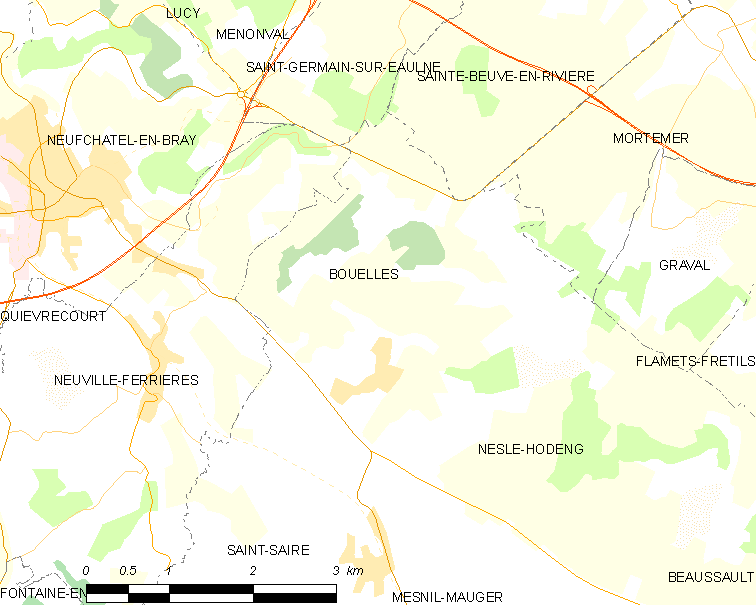
布埃勒的OSM定位图

布埃勒的时区为UTC+01:00、UTC+02:00（夏令时）。

## 行政
布埃勒的邮政编码为76270，INSEE市镇编码为76130。

## 政治
布埃勒所属的省级选区为布赖地区讷沙泰勒县。

## 人口

1962-2008年间布埃勒人口变化图示

布埃勒于2022年1月1日时的人口数量为264人。